# Finland i olympiska sommarspelen 1952
Finland deltog med 258 deltagare vid de olympiska sommarspelen 1952 i Helsingfors. Totalt vann de sex guldmedaljer, tre silvermedaljer och tretton bronsmedaljer.

## Medaljer

### Guld
- Pentti Hämäläinen - Boxning, bantamvikt.
- Kelpo Gröndahl - Brottning, grekisk-romersk stil, lätt tungvikt.
- Thorvald Strömberg - Kanotsport, K-1 10000 meter.
- Sylvi Saimo - Kanotsport, K-1 500 meter.
- Kurt Wires och Yrjö Hietanen - Kanotsport, K-2 1000 meter.
- Kurt Wires och Yrjö Hietanen - Kanotsport, K-2 10000 meter.

### Silver
- Kalervo Rauhala - Brottning, grekisk-romersk stil, mellanvikt.
- Thorvald Strömberg - Kanotsport, K-1 1000 meter.
- Vilho Ylönen - Skytte, 50 meter gevär, tre positioner.

### Brons
- Erkki Pakkanen - Boxning, lättvikt.
- Erkki Mallenius - Boxning, lätt weltervikt.
- Harry Siljander - Boxning, lätt tungvikt.
- Ilkka Koski - Boxning, tungvikt.
- Leo Honkala - Brottning, grekisk-romersk stil, flugvikt.
- Tauno Kovanen - Brottning, grekisk-romersk stil, tungvikt.
- Toivo Hyytiäinen - Friidrott, spjutkastning.
- Paavo Aaltonen, Kalevi Laitinen, Onni Lappalainen, Kaino Lempinen, Berndt Lindfors, Olavi Rove, Heikki Savolainen och Kalevi Viskari - Gymnastik, mångkamp.
- Olavi Ojanperä - Kanotsport, C-1 1000 meter.
- Olavi Mannonen, Lauri Vilkko och Olavi Rokka - Modern femkamp.
- Veikko Lommi, Kauko Wahlsten, Oiva Lommi och Lauri Nevalainen - Rodd, fyra utan styrman.
- Ernst Westerlund, Paul Sjöberg, Ragnar Jansson, Adolf Konto och Rolf Turkka - Segling, 6 meter.
- Tauno Mäki - Skytte, hjortskytte.